# لی سونگ چول
لی سونگ چول (کره‌ای: 이승철؛ زادهٔ ۵ دسامبر ۱۹۶۶) خواننده اهل کره جنوبی است که به خاطر ترانه‌های موفق «عشق من»، «داستان بی‌پایان» و «نسل دختران» شناخته می‌شود. او تاکنون ۱۴ آلبوم استودیویی کره‌ای و ۲ آلبوم استودیویی ژاپنی منتشر کرده‌است. او همچنین در ژاپن فعالیت می‌کند و در آنجا با نام هنری Rui شناخته می‌شود.